# 阿尔斯通 X'Trapolis 100
X'Trapolis 100是由阿尔斯通公司制造的电力动车组，此款列车为阿尔斯通X'Trapolis系列中的一个型号。这款列车分为两个版本，分别运行于墨尔本火车系统以及智利瓦尔帕莱索。

## 墨尔本

### 规格和特点

#### 机械
在机械上，这些列车和之前的墨尔本的火车有很大不同。X'Trapolis 100是墨尔本第一种由电脑负责控制牵引、刹车和安全系统的电力动车组，列车还拥有一个贯穿整列列车的电路，当通电时可以让紧急制动缓解。这个电路会在一些情况下被断电，比如司机触发了驾驶失知制动装置、使用了紧急制动和停车时超过了信号机，这些行为会使得列车使用所有的制动。
列车的受电弓方面，每3节列车（即每组）拥有一个受电弓，这也是墨尔本所有电气化列车中唯一3节车厢采用单受电弓设计的。列车的受电弓采用单弓设计。
列车的电动机采用阿尔斯通为通勤和长途火车设计的4 ECA 1836A三相异步电动机，该型号的电动机只有在X'Trapolis 100列车上使用，每组列车配备4台。电机在2000转的情况下可以输出190kw的功率，持续扭矩达到860N.m，齿轮比为5.41。由于定位为较长距离使用，列车的加速度仅为1.2m/s²，而最高速度可以达到130km/h。每组列车的动拖比为2：1，头尾两节为带控制室动车，中间为拖车。

#### 车厢设备
在车门上，和原先的列车不同，这款列车的车门会在车门上的按钮被按下后自动打开，而非原先车门会开启一条缝隙，而后需要用手拉开，同时车门将会由司机关闭或者在打开大约2分钟后自动关闭。此款列车也是墨尔本市域火车系统中唯一一款在侧面安装显示屏来显示终点站的列车，除此之外此项功能只在地区火车Sprinter和VLocity上配备。在列车的车厢之间，不同于现有的另两种列车，安装了滑动门，同时这也是墨尔本火车首次采用这样的设计。
由于是定位为较长距离行驶，列车的座位主要采用2+2的横向布置，同时在车门旁和车厢头尾的座位为纵向布置。不过，第一批列车采用的是和原本Comeng列车相同的3+2设计，但这样的布局在之后进行了改造，以使人流可以更好的走动同时创造更多的站立空间。这项改造计划同时也是Metro在2009年签署的特许经营权中的一部分。
在每节列车的车门旁的部分纵向座椅被设计为折叠式，以适应轮椅的使用。同时这些纵向座椅也被划分为优先座椅，若乘客在有需要的乘客要使用时拒不让座，将会面临处罚。不过，在每节动车靠近驾驶室的车门旁，会有没有座椅的空间，专为轮椅摆放所设计。而在这个空间旁配备有让轮椅上下车的踏板，由司机进行操作。另外编号为2XX的车厢大多配备有可供2个轮椅停放的空间，而非原先的一个。

#### 列车资讯显示
X'Trapolis列车资讯显示系统包括了车头、车身侧面和车厢头尾的点阵显示屏。车外的屏幕会显示列车的终点和路径，而车内的屏幕除了终点外还会显示列车是否为快速服务，同时在列车抵达车站时，会显示抵达车站的站名，如果车站可以换乘，还会显示换乘线路的名称。列车的广播则是会和显示屏同步，在抵达车站时播报“Now arriving at+站名”，同时在从起点站发车前，会播报列车的终点以及种别。
列车的屏幕从第二批订单开始进行了改进，屏幕被替换为可以显示更大、更粗字体的屏幕。同时所有的第一批列车也在之后进行了改进，到2013年时所有第一批列车都已经安装了更新的显示屏,同时列车的广播系统和面向司机的部分也进行了改进。

### 列车命名和涂装
一些列车被给予了名字比如："Croydon West"、"Don Corrie"、"Flash"、"Flinders Flyer"、"Iramoo"、"Melbourne Rocks"和"Westernport"。X'Trapolis 100中编号为863M-1632T-864M-897M-1649T-898M的列车在2009年11月获得了全新"Metro"涂装，这也是第一列获得新涂装的墨尔本火车，同时这也是为了新的市域铁路的运营商成立所做的准备。 在2014年10月22日，第一列列车在弗兰肯斯坦线上开始运行，它将会在每个工作日早高峰运行2个班次。

### 历次订单和运营情况
墨尔本的X'Trapolis列车自2002年生产至今，之间经历了多次的订单追加，而列车也随着订单的不同而存在着一定的差异。

#### 第一批订单

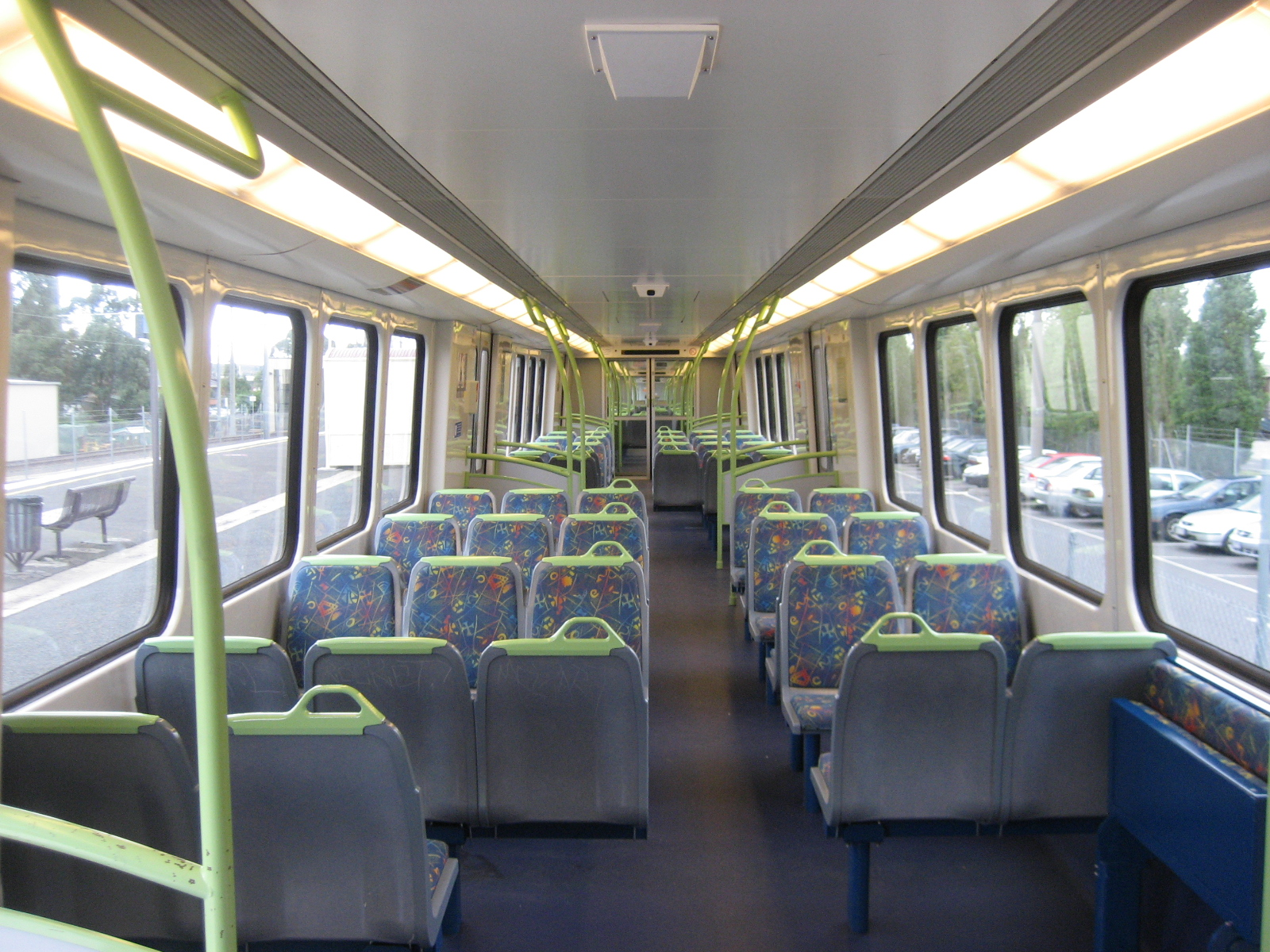
2008年5月，第一批座位为3+2布局的列车

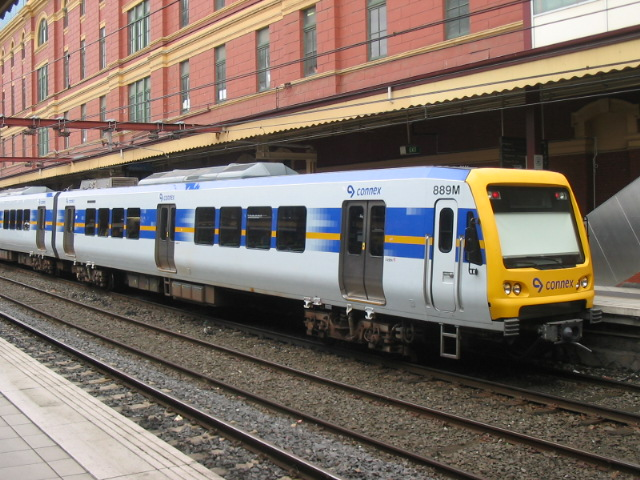
2005年9月，使用Connex涂装的X'Trapolis100 889M在 弗兰德斯街站

墨尔本Connex公司（当时为伯恩利线组、克利夫顿山线组和马场线的运营商）于2000年首次订购了58列X'Trapolis 100列车来履行对于获得特许经营权的承诺并且替换车队中老旧的日立列车，而同时路网中其他线路的运营商M>Train则订购了西门子Neas。首10组列车完全在阿尔斯通位于法国拉罗歇尔的工厂组装，从第11组列车开始，只有车体会在法国的工厂完成，剩余的工作会在阿尔斯通位于维多利亚州巴拉瑞特的工厂完成。
第一批订单的首列列车于2002年12月27日投入服务，而最后一列车于2004年12月17日投入服务。 列车在上线后于弗林德斯街站至南肯辛顿站之间运行特别班次以评估列车情况。

#### 第二和第三批订单
在2007年7月维多利亚州政府宣布阿尔斯通是2家被受邀投标为现有线路新制造10列6节列车项目的公司之一，另一家公司是西门子交通。 不过基础建设部门发现新的列车只可以在高峰时间在全火车网络多提供少于一个班次的服务，他们于是开始游说州政府购买20列6节列车。 在2007年10月，订单总数增加为18列6节编组列车，同时列车的交付将会直到2010年为止。 在2007年12月投标被阿尔斯通所投得，同时列车将在2009年底开始逐步交付。在2009年2月又有额外的20列6节编组列车的订单被下达，这一订单中的首列列车将和第二批订单一样在海外生产，而之后的19列6节编组列车将在巴拉瑞特生产，这使得列车总数增加到38列6节编组列车。
第二批订单中的第一列列车由阿尔斯通在欧洲制造，于2009年7月从意大利装船起运， 随后于2009年8月24日抵达纽波特工厂。 
在9月底编号为1M-1301T-2M和3M-1302T-4M的列车，被转移到纽波特工厂并且退出测试运行，同时也列车车体也没有任何涂装。在10月，列车获得了车厢编号以及名字，同时兼容性测试也在现有列车中一列经过改造的列车上进行。 在2009年12月这一列列车被涂上Metro的涂装，并且在埃平线（现在的南摩朗线）上进行了每站停车不载客的测试运行。
第二列引进的列车在抵达后由于地板的损坏被立刻转移到巴拉瑞特，然后花费了阿尔斯通和联合集团铁路两个月的时间来修理。 在修复完成后这列列车在2月28日被转移到纽波特工厂。
第一组列车在2009年12月30日第一次进行了数小时的服务，尽管声明表示司机在驾驶时仍有一些问题，包括让搭载的乘客信息显示组件运行，  列车在第二天被调离了正常的运行。
在2010年2月15日，运营方Metro计划将列车重新投入运营，但是司机拒绝驾驶列车并列举了没有得到解决的安全问题。作为结果，Metro将铁路、电车和巴士工会带到了联邦工业法庭。 在2月18日工会代表和Metro的管理层在面见澳洲平等工作委员会前进行了一次私下的交谈， 随后在2月20日双方达成了协议，列车会在当天下午重新投入服务。
订单中最后一列列车，由编号为149M-1375T-150M和151M-1376T-152M所组成，于2012年4月底投入服务。

#### 第四到八批订单
在2011年，进一步的7列6节编组列车的订单由政府批准，订单中第一列列车于2012年9月交付，比原计划提早了5个月。订单中最后一列列车，由编号为177M-1389T-178M和179M-1390T-180M组成，于2013年6月14日投入服务。
在2013年4月，第五批另外8列6节编组列车被订购。这笔订单类似于第四批订单，车体将被进口并在阿尔斯通位于巴拉瑞特的工厂被安装。订单中最后一列车，由209M-1405T-210M和211M-1406T-212M组成，在2015年10月16日投入服务。该批订单中部分列车首尾车厢的轮椅区域进行了更改，由原本的两侧各能停放1个轮椅增加为两个，而后续列车也采用了这一设计，同时后续列车还增加了扶手。
随后在2015年3月，第六批订单进一步订购了5列6节编组列车。在这之后，在2016年5月第七次增购了5列6节编组列车。

#### 第八和第九批订单
在2017年9月，州政府追加了第八批订单，增购了9列6节编组列车，这也使得该型号列车在维多利亚州的生产线可以继续维持至2019年初。 2018年5月，在州政府公布的计划中，进一步增购了10列共30节车厢的3节编组列车。

### 列车编号[31]
类似于港铁，每组列车自身并没有编号，只有车厢拥有编号。其中，动车的编号为3位或2位或1位数字加上M，即motor之意。而拖车则为4位数字加上T，即trailer之意。
对于动车，编号的范围从1~288以及851~966，而拖车的范围则为1301~1444和1626~1683。需要注意的是，并非编号越小车厢的生产时间越靠前。由编号为851~966以及1626~1683组成的列车是2002~2004年生产的第一批列车，而其他编号的车厢则从1和1301开始，依次为第二到八批订单。

### 重大事故
2010年5月12日，9M-1305T-10M列车在令伍特站存车侧线停车时刹车不及，撞毁止挡，9M车厢车头受损，涉事列车已经完成修复重返服务。
2015年11月11日凌晨，故意破坏公物者进入了一列停放赫斯特桥站的6节编组列车中，并且启动了列车，列车在行驶了一些距离后发生脱轨。事故中927M车厢受到了最多的损伤，车厢撞进了相邻的另一组X'Trapolis 100s列车中，同时其它车厢和轨道设备也受到了损伤。所有车厢被期望在维修结束后重返服务。
2016年2月6日，9M-1305T-10M列车中的的拖车在南摩朗线Rushall站出轨，这段轨道是一个曲线半径极小的30km/h限速的弯道。
2016年9月14日，一列其中一组为954M-1677T-953M编组的列车在运行一班快速服务时，在萨利山站旁的平交道口与一辆小轿车发生碰撞，造成车内两人当场死亡。由于当时列车并不停靠萨利山站，所以在事发时列车的速度接近100km/h，这也导致列车即使使用紧急制动也无法完全停下。事发后百合谷线和贝尔格雷夫线部分路段被迫终止运营，直至第二天早晨才完全恢复服务。在服务部分中断期间，Metro使用巴士来接驳滞留乘客，但是由于巴士延迟导致乘客无法及时上车，相关消息在社交媒体招致一片批评之声。

## 瓦尔帕莱索
瓦尔帕莱索自19世纪起曾拥有一个在城市内的客运火车系统，但它由于稀疏班次以及其他的问题而不能被称为地铁。在1999年开始建造的 现有的系统，拆除了旧的车站并且新建了和原本风格类似的新的车站，同时在 比尼亚德尔马建造了一条长度超过5公里的隧道。新的专门为新系统建造的列车于2005年2月22日抵达智利，同时旧的系统在2005年6月30日结束服务。